# Ținutul Altai
Ținutul (kraina) Altai (în limba rusă: Алта́йский край) este un subiect federal al Federației Ruse (o kraină (ținut)) din Districtul Federal Siberian. Se învecinează cu Kazahstanul, Regiunea Novosibirsk, Regiunea Kemerovo și cu Republica Altai. Centrul administrativ al krainei este orașul Barnaul. Teritoriul este membru al Regiunii Economice Siberia de Vest. 
Regiunea are o suprafața de 169.100 km² și o populație de aproximativ 2,6 milioane de locuitori. Barnaul, cel mai mare oraș al teritoriului, are o populație de peste 600.000 de locuitori. 
Economia regiunii depinde de agricultură. În conformitate cu rezultatele recensământului din 2002, rușii formau majoritatea populației ținutului – 92%. Alte grupuri etnice sunt: germanii – 3%, (vedeți și Așezările mennonite din Altai), ucrainenii – 2%, kazahii – 0,4%, tătarii – 0,35%, belarușii -0,32%, armenii – 0,31% și alții.

## Geografia
Ținutul Altai are un relief variat: șiruri de dealuri, păsuni, lacuri, râuri și munți. 
Clima este continentală extremă, cu ierni reci și uscate și cu veri lipsite în general de precipitații. Principalul curs de apă este râul Ob. Alte râuri importante din ținut sunt: Bia, Katun și Ciuia. Cele mai mari lacuri sunt Lacul Kulundinskoe, Lacul Kuciukskoe și Lacul Mihailovskoe.
Ținutul Altai este un depozit uriaș de materii prime, în special din categoria celor folosite în construcții, dar și din categoria mineralelor. Printre acestea se numără metalele neferoase, minereurile de grafit,  fier, magneziu, wolfram, molibden, bauxită și aur. Pădurile acoperă aproximativ șase milioane de hectare.

## Istoria
Această zonă este parte a unei mari încrucișări de drumuri a lumii antice. 

Triburile nomadice au traversat acest teritriu în perioada marilor migrații. Aceste triburi erau compuse dintr-o mare diversitate de popoare. Descoperirile arheologice demonstrează că omul primitiv a locuit în zonă din timpuri străvechi.  Poporul Altai este un popor turcic fost nomad, sedentarizat în zonă încă din mileniul al II-lea î.dHr.

### Ora locală
Ținutul Altai se află plasat pe fusul orar al Novosibirskului (NOVT/NOVST).  Diferența față de UTC este de  +0600 (NOVT)/+0700 (NOVST).